# Бенгсбо, Йенс
Йенс Эрик Андерсен Бенгсбо (дат. Jens Bangsbo; род. 2 октября 1957, Орхус) — датский футболист, защитник, тренер, игрок олимпийской сборной Дании по футболу, профессор физиологии и спортивной науки в Университете Копенгагена, писатель, автор более 25 научных трудов о футболе и физиологии, диетолог, фитнес-тренер сборной Дании по футболу.

## Карьера
Будучи игроком, Йенс играл за клуб «Каструп», «Люнгбю», «Эсбьерг» и «Видовре» с 1970 по 1990 годы. Он сыграл более 350 игр в первом дивизионе Дании. Он также играл в сборной Дании в составе молодёжной и основной сборных. Йенс изучал математику и физиологию в Университете Копенгагена, который окончил в 1984 году и получил почетную степень доктора наук в 1994 году. Он стал профессором на кафедре питания, физических упражнений и спорта в 2003 году. Йенс Бенгбо — тренер по лицензированию УЕФА (2014) и инструктор УЕФА, АФК и ФИФА. В 1999—2001 годах был помощником Карло Анчелотти в итальянском «Ювентус».